# 穆希公爵

穆希公爵盾形纹章: De gueules, à la bande d'or. L'écu sommé d'une couronne ducale, bonnet et manteau de gueules (Grand d'Espagne).

穆希公爵（duke of Mouchy） 是一个法国贵族头衔，诺瓦耶公爵家族的一个分支。

## 历史
菲利普·德·诺瓦耶(1715–1794)是诺瓦耶公爵家族成员，原为诺瓦耶伯爵（comte de Noailles），他是第四代诺瓦耶公爵路易·德·诺瓦耶的弟弟，菲利普·德·诺瓦耶在军事方面远胜他的哥哥，在明登战役等众多战场上声名显赫，两兄弟同一天被授予法国元帅头衔。菲利普·德·诺瓦耶的妻子称玛丽·安托瓦内特王后为第一夫人，而王后则为她起了一个礼仪夫人（Madame Etiquette）的绰号。法国革命期间，老元帅和他的妻子在1794年6月27日被送上了断头台。
1729年，菲利普·德·诺瓦耶获得西班牙普瓦亲王头衔，以及1747年的穆希公爵爵位。普瓦亲王由他长子出生后继承。
菲利普·路易·马克·安托内，诺瓦耶公爵和普瓦亲王(1752–1819)，生于1752年11月21日。 1767年在他的哥哥死后被授予另外的法国非世袭头衔普瓦公爵（duke of Poix）。
法国革命期间，菲利普·路易·马克·安托内两次流亡国外，1800年回到法国后，在法兰西第一帝国时期，他隐居在穆希，波旁王朝复辟后，他成为法国贵族， 1817年被封为穆希公爵（duc de Mouchy）。他1819年2月17日在巴黎去世。

## 穆希公爵 (1817年)
从法国贵族建立起，爵位持有者:
- 菲利普·德·诺瓦耶,第一代穆希公爵(1715 – 1794)[1]
- 菲利普·路易·马克·安托内·德·诺瓦耶, 第二代穆希公爵(1752–1819)[1]
- 夏尔-亚瑟-特里斯坦-郎格多克·德·诺瓦耶（Charles-Arthur-Tristan-Languedoc de Noailles）, 第三代穆希公爵(1771–1834)
- 安东宁·克洛德·多米尼克·朱斯特·德·诺瓦耶（Antonin Claude Dominique Just de Noailles）, 第四代穆希公爵(1777–1846)
- 夏尔-菲利普-亨利·德·诺瓦耶（Charles-Philippe-Henri de Noailles）, 第五代穆希公爵(1808–1854)
- 安东宁-朱斯特-莱昂-马里·德·诺瓦耶（Antonin-Just-Léon-Marie de Noailles）, 第六代穆希公爵(1841–1909)
- 亨利-安托内-马里·德·诺瓦耶（Henri-Antoine-Marie de Noailles）, 第七代穆希公爵(1890–1947)
- 菲利普·弗朗索瓦·阿尔芒·马里·德·诺瓦耶（Philippe François Armand Marie de Noailles）, 第八代穆希公爵(1922–2011)
- 安托内-乔治-马里·德·诺瓦耶（Antoine-Georges-Marie de Noailles）,第九代穆希公爵(1950-)

## 延伸阅读
- Héraldique européenne: Maison de Noailles （页面存档备份，存于） (European Heraldry: House of Noailles, in French)
- An Online Gotha: Noailles
- Armory of the French Hereditary Peerage (1814-30) （页面存档备份，存于）